# Lista de membros da Royal Society eleitos em 1931
Esta é uma lista de Membros da Royal Society eleitos em 1931.

## Fellows
- Percy George Hamnall Boswell
- Alfred Joseph Clark
- Charles Rundle Davidson
- Reginald Ruggles Gates
- Charles Stanley Gibson
- Hermann Glauert
- Sir Charles Robert Harington
- Sir Ian Heilbron
- Sir Alexander Cruikshank Houston
- Sydney Price James
- Charles Frewen Jenkin
- Stanley Wells Kemp
- Thomas Howell Laby
- William Kingdon Spencer
- Edward Charles Titchmarsh
- Wilfred Trotter
- Miles Walker

## Foreign Members
- Charles Fabry
- Emmanuel de Margerie
- Heinrich Otto Wieland